# David Matza
David Matza (Nueva York, 1 de mayo de 1930 – 14 de marzo de 2018) fue un sociólogo y criminólogo estadounidense.

## Biografía
Estudió en la Universidad de Nueva York y recibió su doctorado por la Universidad de Princeton.
Fue coautor, con Gresham Sykes, del ensayo "Técnicas de Neutralización: Una Teoría de la Delincuencia", publicado en la American Sociological Review en diciembre de 1957. El ensayo identifica estrategias psicológicas, que los autores definen como "técnicas de neutralización", adoptadas por los delincuentes en orden de resolver las disonancias cognitivas derivadas de la conducta criminal, disminuyendo o eliminando los sentimientos de culpa que se asocian con tales actos.
En su obra Becoming Deviant (1969) analiza el proceso de desviación desde una perspectiva de base interaccionista que parte de la revisión de los postulados de las teorías de la reacción social y el etiquetamiento y que pretende acercarse al fenómeno de la desviación social realizando un análisis fenomenológico. Matza destaca cómo este proceso se desarrolla en un contexto de cotidianeidad a través de las interacciones de las que van tomando parte las personas.
Matza fue profesor emérito de la Universidad de California hasta su fallecimiento el 14 de marzo de 2018.

## Obra

### Delincuencia y deriva
Su primera obra, Delincuencia y deriva, desarrolla el concepto de delincuencia en oposición a la idea de delincuencia proyectada por la Criminología Positivista. Matza defiende que los preceptos y valores de la subcultura de la delincuencia son en realidad muy cercanos a aquellos considerados como "normales" en el estilo de vida norteamericano.
Para desconstruir la idea positivista de delincuente, Matza presentó el concepto de subcutura de la delincuencia. La misma se caracteriza por una situación en la que la perpetración de delincuencia es de común conocimiento en un determinado grupo de jóvenes que por variados motivos se adhieren a esta subcultura y se distinguen de los demás jóvenes. Esta subcultura tiene valores y normas que, a pesar de estar relacionadas con prácticas delincuentes, derivan principalmente de convenciones sociales tradicionales. De este modo, Matza defiende -en contrapunto a los positivistas- que no se puede resumir la relación entre la "subcultura de la delincuencia" y la "cultura general" como una oposición. Esta relación, para el criminólogo, es mucho más compleja e intrincada: la subcultura de la delincuencia está formada sobre todo por jóvenes "rodeados" por el orden convencional, que se infiltran constantemente en la subcultura, haciéndola integrada y dependiente de la cultura general en un nivel mayor que otras subculturas.
Para Matza, si la subcultura de la delincuencia fuera comprometida con la delincuencia, el delincuente sentiría poca culpa o vergüenza en el momento de su aprehensión. Por el contrario, Matza explora justamente sobre los puntos de convergencia íntima entre la cultura general y la subcultura de la delincuencia:
   La indignación- La incautación del delincuente no lleva a la culpa y vergüenza, sino a la indignación ya la adopción de postura defensiva, ya que el individuo se ve injustamente acusado.
   La elección de las víctimas. En la subcultura de la delincuencia hay también un conjunto de instituciones y personas que nunca deben ser victimizadas. Este patrón ético no significa que esas personas exentas nunca serán hechas víctimas, ya que los delincuentes violan preceptos, así como en la cultura común.
   La no-identificación del delincuente con el delito- En uno de sus experimentos, Matza mostró fotos de delitos y jóvenes delincuentes, y les preguntó sobre lo que pensarían de un individuo practicando aquellas acciones. La mayoría se mostró indiferente o contrariado con las imágenes, especialmente con aquellas de delitos más graves. Es de ese experimento que viene la tesis de que la subcultura de la delincuencia no compromete a sus partícipes con los delitos, tal cual la cultura general.
   Las compañías, siendo la delincuencia caracterizada por las relaciones orales, de forma que sus preceptos no son codificados o formalmente transmitidos, la cultura delincuente se materializa en situaciones de grupo, en una deducción no verbal de que todos allí están comprometidos con la subcultura. De la misma forma, la cultura general también se propaga por acuerdos no verbales que se perfeccionan en situaciones de compañía.

### Convertirse en desviado
Publicado originalmente en 1969, Becoming Deviant se convirtió en un clásico de la criminología por traer al sujeto desviado hacia el centro del estudio de la delincuencia, y darle una voz y un papel activo en el proceso de convertirse en desviante. Con la obra, Matza tenía el objetivo de oponerse a la Teoría del etiquetamiento de sus contemporáneos Lemert (1951) y Becker (1963), que desplazaban el foco teórico del sujeto desviado hacia la reacción de la sociedad ante el desvío. Su principal objetivo es exponer una concepción sociológica sobre el comportamiento desviado sin la dependencia de las nociones deterministas que predominaban en la época.
Para el delincuente hay muchos tipos de desviación, de modo que la propia desviación es -en alguna medida- una cuestión de grado. Los grados se definen de acuerdo con la concepción de la sociedad de lo que es desvío. La existencia de tradiciones más liberales y otras más restrictivas puede generar enormes diferencias en el nivel de tolerancia a las desviaciones: en una sociedad pluralista -por ejemplo- lo que es desviación en un hombre puede ser la costumbre en otro. Las concepciones de conformidad y desvío son, por lo tanto, relativas, y es imposible hacer un juicio de desvío sin referencia específica al sistema sociocultural al que se aplica.
Matza asume que los fenómenos desviantes son parte normal e inevitable de la vida social, así como la denuncia, regulación y prohibición de estas desviaciones. No importa cuál sea la medida de rectitud moral de aquella sociedad: la desviación siempre ocurrirá. Es de ahí que surge el concepto de desviación natural. El propio perfeccionamiento moral de un ciudadano, para Matza, es insuficiente para remediar las desviaciones: la elevación moral lleva al surgimiento de nuevos patrones más exigentes de conducta, manteniendo el desvío como parte natural de la dinámica social.
Para Matza, el objetivo teórico de ayudar a la sociedad a deshacerse de los comportamientos desviadores -además de utópico- crea una perspectiva de tratamiento correccional para el desvío. Tal perspectiva interfiere sistemáticamente en la capacidad de sentir empatía y, así, comprender el objeto de investigación. Sin valoración y empatía podemos reunir hechos superficiales acerca de un fenómeno, pero no vamos a comprenderlos en profundidad, ni sus significados para los sujetos involucrados y el lugar de éstos en la sociedad en general. No podemos, sin embargo, presuponer que Matza repudia las perspectivas correccionales: para el criminólogo, tales perspectivas son razonables y útiles. Apreciar la variedad de actitudes desviantes exige una suspensión temporal o permanente de la moralidad convencional.

## Libros
Matza, David (2014). Delincuencia y deriva: cómo y por qué algunos jóvenes llegan a quebrantar la ley. Siglo Veintiuno (publicado el 1957). ISBN 9789876294331. Consultado el 16 de septiembre de 2016.
Matza, David (1969). Bacoming Deviant (en inglés). Prentice-Hall. Consultado el 16 de septiembre de 2016.